# Verbascum semiundulatum
Verbascum semiundulatum är en flenörtsväxtart som beskrevs av K. H. Rechinger. Verbascum semiundulatum ingår i släktet kungsljus, och familjen flenörtsväxter. Inga underarter finns listade i Catalogue of Life.